# França Metropolitana

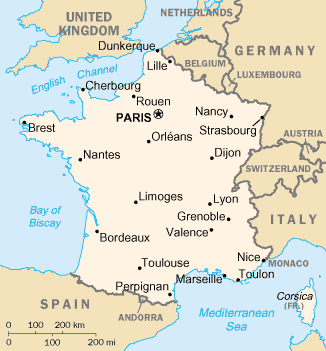
A França Metropolitana inclui o território continental e a Córsega (551,695 km2)

França Metropolitana (francês: France métropolitaine, ou la Métropole) é a parte da França na Europa, incluindo a ilha de Córsega, em oposição aos departamentos de ultramar e territórios de ultramar, que, sendo partes da República francesa, são tidos como França ultramarinha (la France d'outre-mer, ou mesmo les DOM-TOM, uma derivação de départements d'outre-mer - territoires d'outre-mer). Nos departamentos ultramarinhos, uma pessoa da França Metropolitana é chamada de métro, um encurtamento de métropolitain.
Em 1 de janeiro de 2011, viviam na França Metropolitana 63 136 180 pessoas, enquanto que na França Ultramarinha cerca de 2 685 705 pessoas; num total de 65 821 885 habitantes na República Francesa.

## França continental
A França Metropolitana, com exceção de Córsega, é chamada de França Continental (la France continentale), ou simplesmente o Continente (le continent). Na Córsega, pessoas da França Continental são chamadas de "Continentais" (les continentaux).